# 五百户镇 (香河县)
五百户镇，是中国河北省廊坊市香河县下属的一个镇，位于香河县中南部，西北与钳屯镇相邻，南与天津市武清区河西务镇和下伍旗镇相邻，东与安头屯镇、刘宋镇相邻，北与淑阳镇相邻，面积61.46平方公里，下辖43个行政村，人口3.74万人（2002年）。
五百户镇部分行政村实质归属香河环保产业园区领导及管理。

## 行政区划
五百户镇下辖以下行政村：
霍刘赵村、香城村、五百户村、田各庄村、香椿营村、仉村、后马房村、前马房村、前土门楼村、西七百户村、王家务村、荒凌庄村、李庄村、骡子王村、黄营村、九百户村、东七百户村、孙小营村、土山村、吴打庄村、邢营村、双街村、三百户村、后楼村、于辛庄村、周庄村、八百户村、六百户村、曹庄村、头百户村、十百户村、西张庄村、四百户村、夏辛庄村、太平庄村、南张庄村、马各庄村、董家湾村、兴隆庄村、高辛庄村、仓上村、石辛庄村和蔡庄村。